# MobyDOK
Die mobyDOK GmbH ist eine deutsche Dokumentar- und  Animationsfilmproduktionsfirma mit Sitz in Berlin. Die Geschäftsführer sind die Dokumentarfilmer Alexander Lahl und Max Mönch.
mobyDOK ist unter anderem für die Produktion des populärwissenschaftlichen Magazins 42 – Die Antwort auf fast alles bekannt. mobyDOK produziert TV- und Online-Dokumentationen, Image-, Animations- und Erklärfilme mit dem Fokus auf Wissenschaft, Politik und Gesellschaft. Die dokumentarfilmischen Werke der Filmproduktionsfirma setzen sich hauptsächlich mit wissenschaftlichen, ökologischen und politischen Sachverhalten auseinander.

## Auszeichnungen und Nominierungen
Zu den erzielten Auszeichnungen gehören unter anderem der Fraunhofer UMSICHT-Preis für Wissenschaftsjournalismus, der Alternative Medienpreis, dem German Environmental Film Award, dem Deutschen Wirtschaftsfilmpreis, dem Deutschen Naturfilmpreis, dem Georg von Holtzbrinck Preis für Wissenschaftsjournalismus und dem Sundance Award.
Nominiert wurde die Produktionsfirma für den Goldenen Bären der Berlinale und für die Longlist der Oscars.

## Produktionen (Auswahl)
- The Waiting, Regie: Volker Schlecht, Kurzfilm, 2023[8]
- 42 – Die Antwort auf fast alles
- Das Nazikartell, dreiteilige Sky Serie[9]
- Europa glüht - Wie Hitzewellen unser Leben verändern, Dokumentation Arte, 2024[10]